# Vandenbrandeit
Vandenbrandeit ist ein selten vorkommendes Mineral aus der Mineralklasse der „Oxide und Hydroxide“. Es kristallisiert im Kristallsystem mit der chemischen Zusammensetzung Cu[UO2|(OH)4] und entwickelt meist durchsichtige bis durchscheinende, dünne, tafelige bis blättrige Kristalle (oft in parallelen Lagen zusammengesetzt), aber auch massige Aggregate von dunkelgrüner bis schwarzgrüner Farbe und grüner Strichfarbe.

## Etymologie und Geschichte
Erstmals gefunden wurde der Vandenbrandeit in einer Uranerz-Lagerstätte bei Kalongwe in Katanga (Demokratische Republik Kongo) und beschrieben 1932 durch Alfred Schoep (1881–1966), der das Mineral nach Pierre Van den Brande benannte, dem belgischen Geologen und Bodengutachter von Katanga, der die Lagerstätte in Kalongwe entdeckte.

## Klassifikation
In der veralteten 8. Auflage der Mineralsystematik nach Strunz gehörte der Vandenbrandeit zur Mineralklasse der „Oxide und Hydroxide“ und dort zur Abteilung „Hydroxide“, wo er gemeinsam mit Clarkeit, Curit, Richetit und Uranosphärit in der „Vandenbrandeit-Curit-Gruppe“ mit der Systemnummer IV/F.14 steht.
In der zuletzt 2018 überarbeiteten Lapis-Systematik nach Stefan Weiß, die formal auf der alten Systematik von Karl Hugo Strunz in der 8. Auflage basiert, erhielt das Mineral die System- und Mineralnummer IV/H.04-010. Dies entspricht der Klasse der „Oxide und Hydroxide“ und dort der Abteilung „Uranyl([UO2]2+)-Hydroxide und -Hydrate“, wo Vandenbrandeit als einziges Mineral eine unbenannte Gruppe mit der Systemnummer IV/H.04 bildet.
Die von der International Mineralogical Association (IMA) zuletzt 2009 aktualisierte 9. Auflage der Strunz’schen Mineralsystematik ordnet den Vandenbrandeit in die Klasse der „Oxide (Hydroxide, V[5,6]-Vanadate, Arsenite, Antimonite, Bismutite, Sulfite, Selenite, Tellurite, Iodate)“ und dort in die Abteilung „Uranyl-Hydroxide“ ein. Hier ist das Mineral in der Unterabteilung „Mit zusätzlichen Kationen (K, Ca, Ba, Pb usw.); mit vorwiegend UO2(O,OH)5 pentagonalen Polyedern“ zu finden, wo es als einziges Mitglied eine unbenannte Gruppe mit der Systemnummer 4.GB.45 bildet.
In der vorwiegend im englischen Sprachraum gebräuchlichen Systematik der Minerale nach Dana hat Vandenbrandeit die System- und Mineralnummer 05.03.02.01. Das entspricht der Klasse der „Oxide und Hydroxide“ und dort der Abteilung „Uran- und thoriumhaltige Oxide“. Hier findet er sich innerhalb der Unterabteilung „Uran- und thoriumhaltige Oxide mit einer Kationenladung von 8+ (AO4), und wasserhaltig“ als einziges Mitglied in einer unbenannten Gruppe mit der Systemnummer 05.03.02.

## Kristallstruktur
Vandenbrandeit kristallisiert im triklinen Kristallsystem in der Raumgruppe P1 (Raumgruppen-Nr. 2) mit den Gitterparametern a = 7,855 Å; b = 5,449 Å; c = 6,089 Å; α = 91,44°; β = 101,90° und γ = 89,2° sowie zwei Formeleinheiten pro Elementarzelle.

## Eigenschaften
Das Mineral ist durch seinen Urangehalt von bis zu 59,27 % radioaktiv. Unter Berücksichtigung der Mengenanteile der radioaktiven Elemente in der idealisierten Summenformel sowie der Folgezerfälle der natürlichen Zerfallsreihen wird für das Mineral eine spezifische Aktivität von etwa 106 kBq/g angegeben (zum Vergleich: natürliches Kalium 0,0312 kBq/g). Der zitierte Wert kann je nach Mineralgehalt und Zusammensetzung der Stufen deutlich abweichen, auch sind selektive An- oder Abreicherungen der radioaktiven Zerfallsprodukte möglich und ändern die Aktivität.

## Bildung und Fundorte

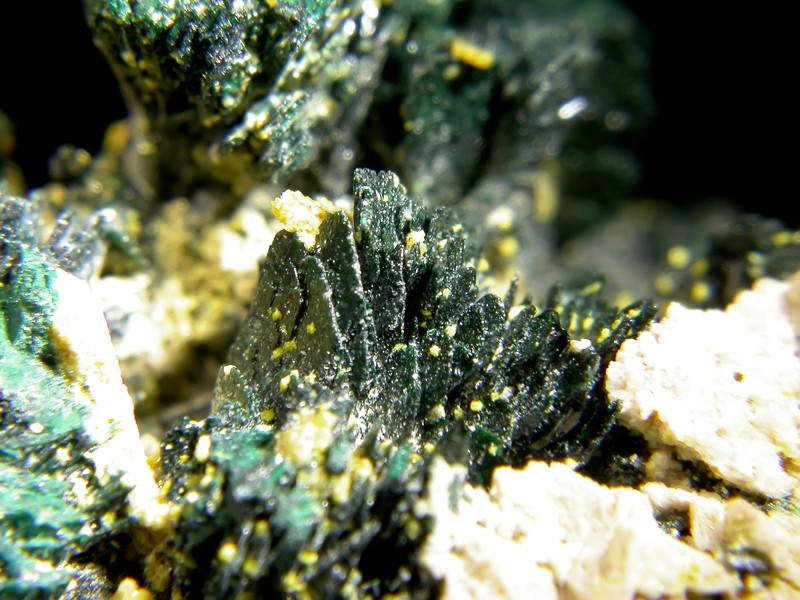
Vandenbrandeit (schwarzgrün) mit deutlich sichtbarer, blättriger Struktur aus der Musonoi Mine, Katanga, Demokratische Republik Kongo (Gesamtgröße der Stufe: 5,5 × 2,2 × 4 cm)

Vandenbrandeit bildet sich sekundär in der Oxidationszone von kupferhaltigen Uran-Lagerstätten und tritt dort vorwiegend in Paragenese mit Cuprosklodowskit und Kasolit, aber auch mit Chalkosin, Chalkopyrit, Curit, Goethit, Malachit, Sharpit, Sklodowskit, Uraninit und Uranophan auf.
Weltweit konnte Vandenbrandeit bisher an 10 Fundorten (Stand: 2009) nachgewiesen werden: Bei Lodève in Frankreich; bei St Just in Penwith (England); neben seiner Typlokalität Kalongwe noch bei Lubumbashi, Kambove, Kamoto, Kolwezi, Shinkolobwe und Swambo in der Demokratischen Republik Kongo; sowie (unter Vorbehalt) bei Nové Město na Moravě (Mähren) in Tschechien.

## Vorsichtsmaßnahmen
Aufgrund der Toxizität und der starken Radioaktivität des Minerals sollten Mineralproben vom Vandenbrandeit nur in staub- und strahlungsdichten Behältern, vor allem aber niemals in Wohn-, Schlaf- und Arbeitsräumen aufbewahrt werden. Ebenso sollte eine Aufnahme in den Körper (Inkorporation, Ingestion) auf jeden Fall verhindert und zur Sicherheit direkter Körperkontakt vermieden sowie beim Umgang mit dem Mineral Atemschutzmaske und Handschuhe getragen werden.